# Leigh Court Barn

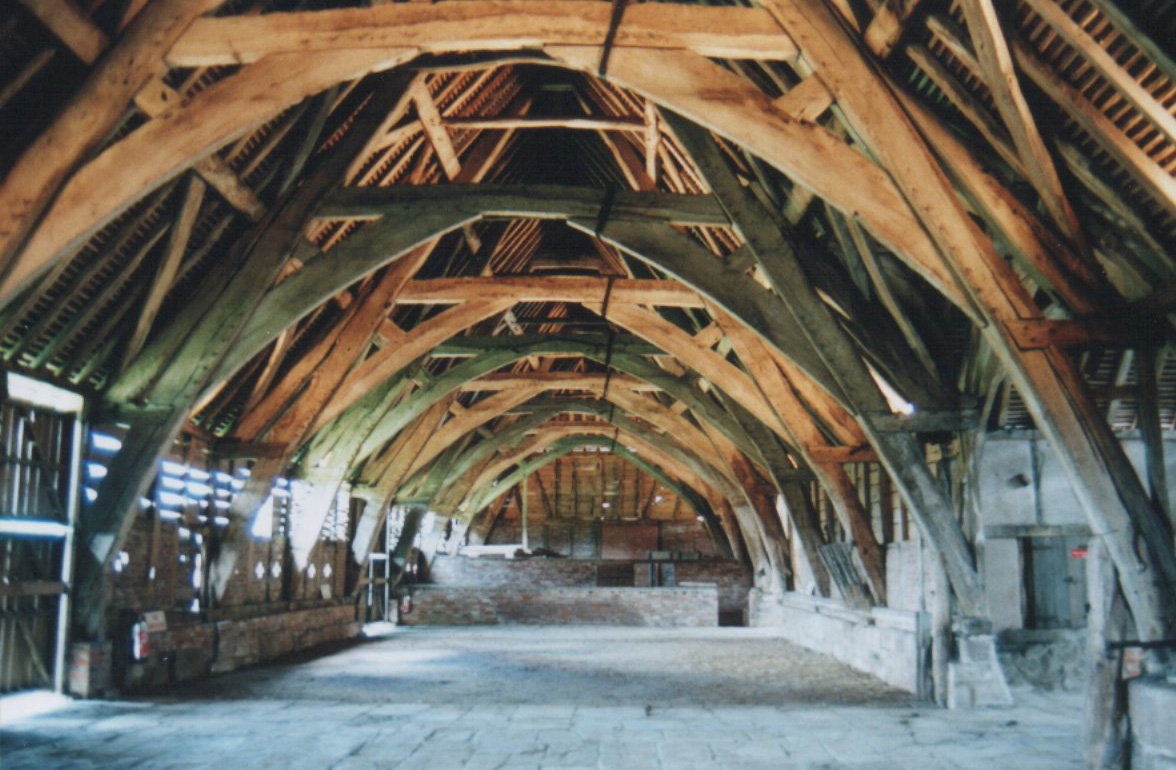
Leigh Court Tithe Barn, Worcester, Inglaterra.

Leigh Court Barn é um celeiro com estrutura em cruck em Leigh, Worcestershire, Inglaterra, construído no início do século XIV para armazenar produtos para a Abadia de Pershore . É o maior e um dos mais antigos celeiros de cruck na Grã-Bretanha, medindo mais de 43 metros (141 pés) de comprimento, 11 metros (36 pés) de largura e 9 metros (29 pés) de altura, apoiado por nove pares de vigas maciças de carvalho. A datação por radiocarbono determina que foi construído por volta de 1325.